# Biserica „Cuvioasa Paraschiva" din Meteș

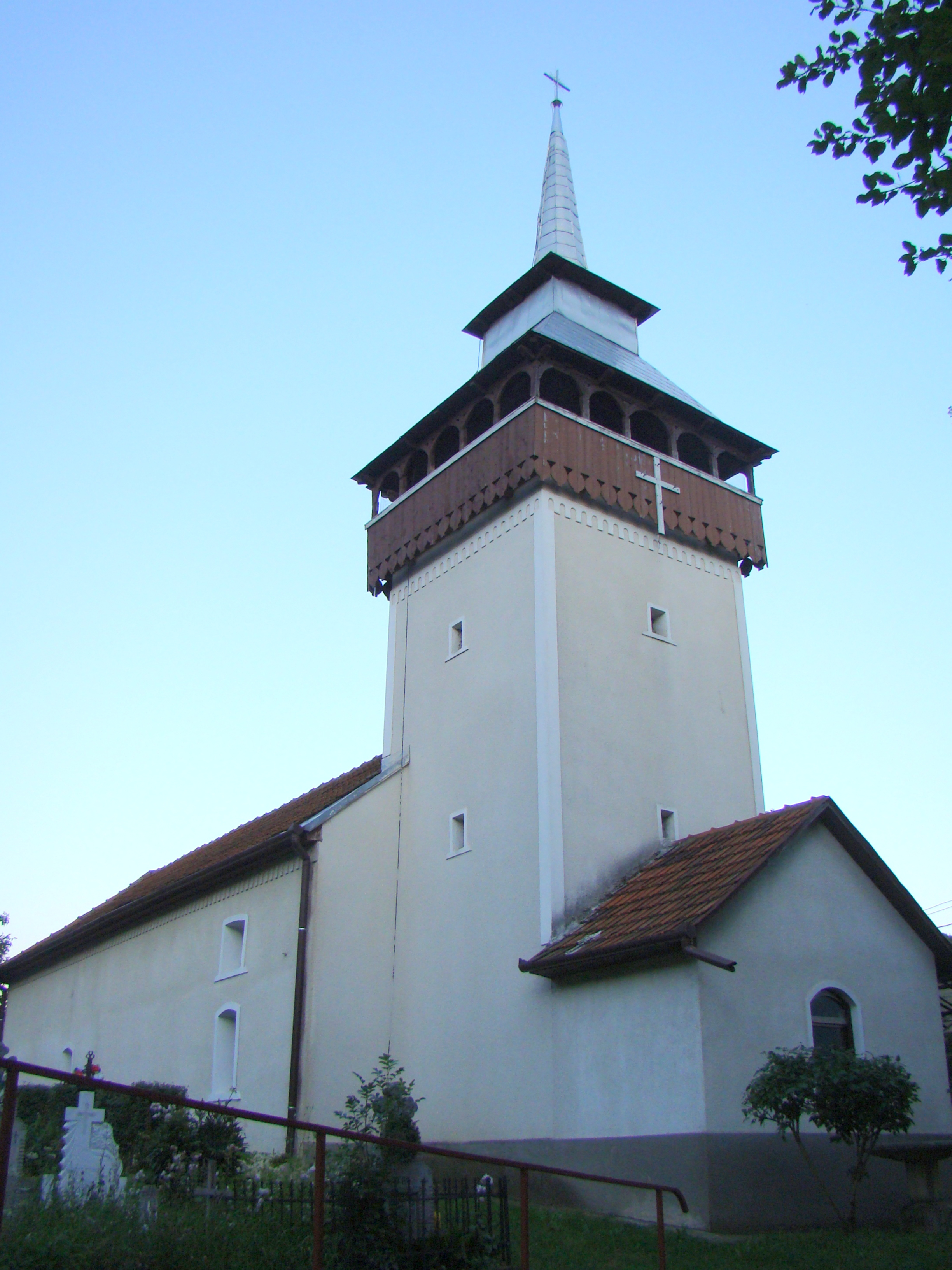
Biserica „Cuvioasa Paraschiva” din Meteș, județul Alba, foto: august 2017.

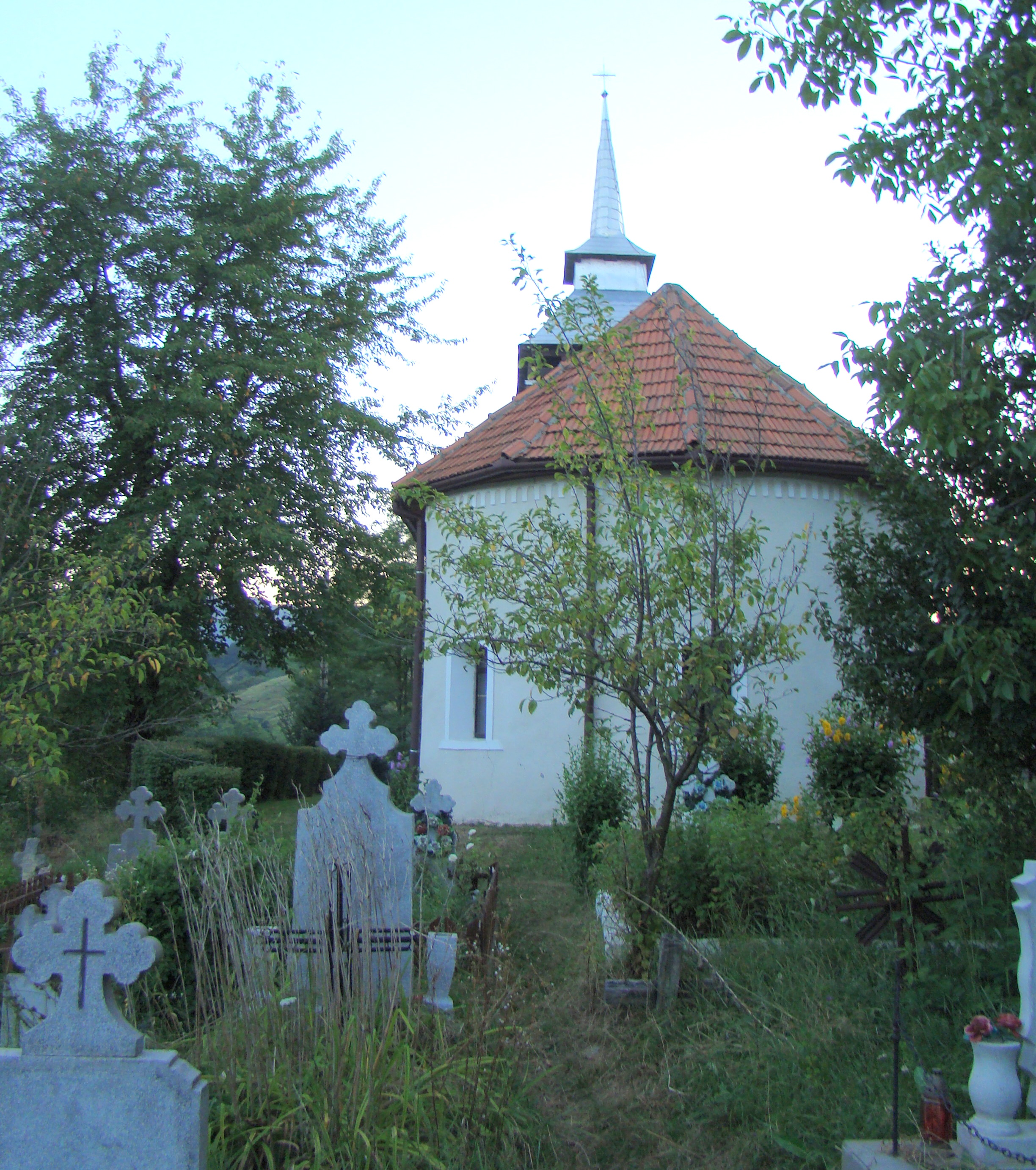
Biserica (est)

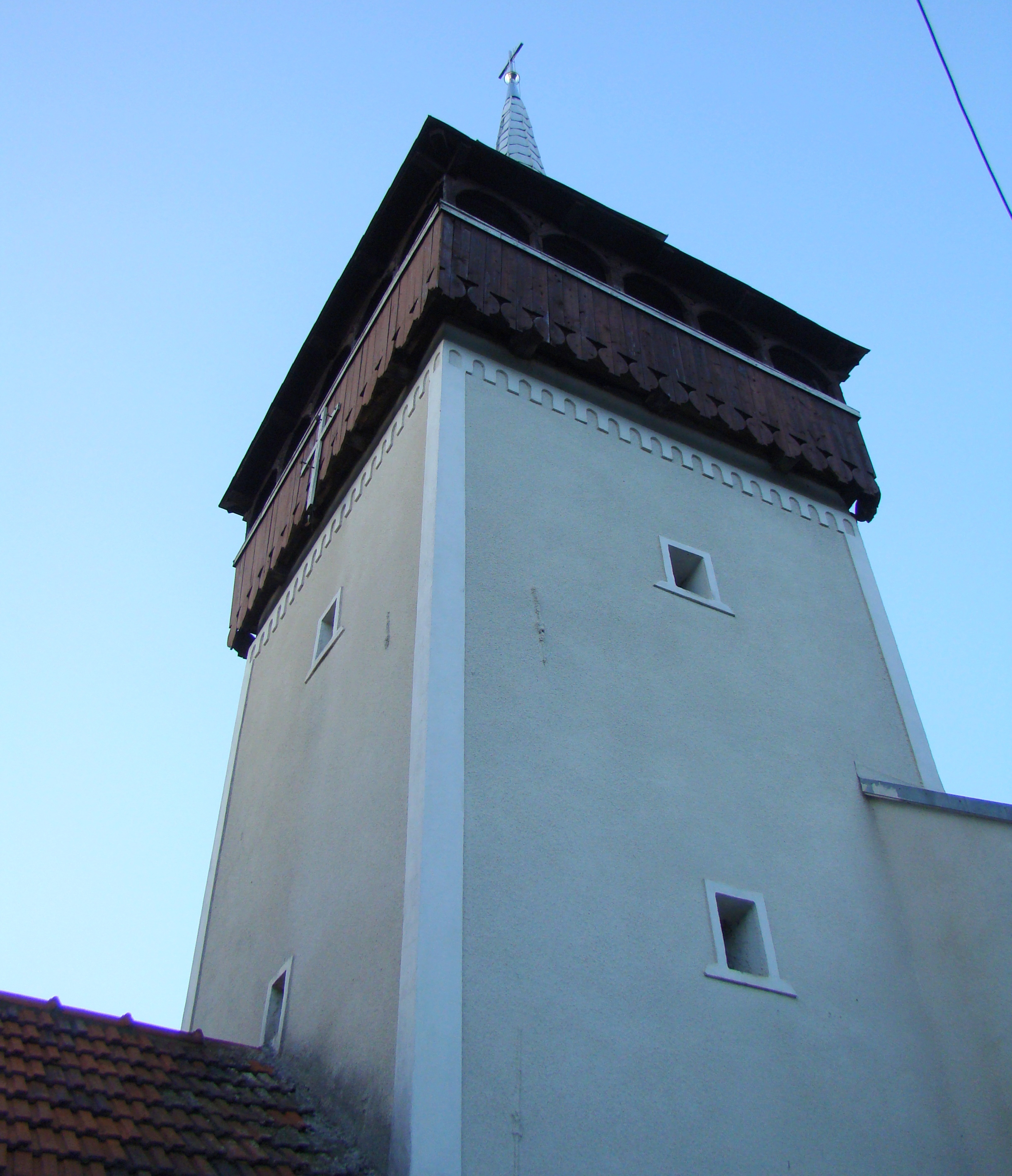
Turnul clopotniţă

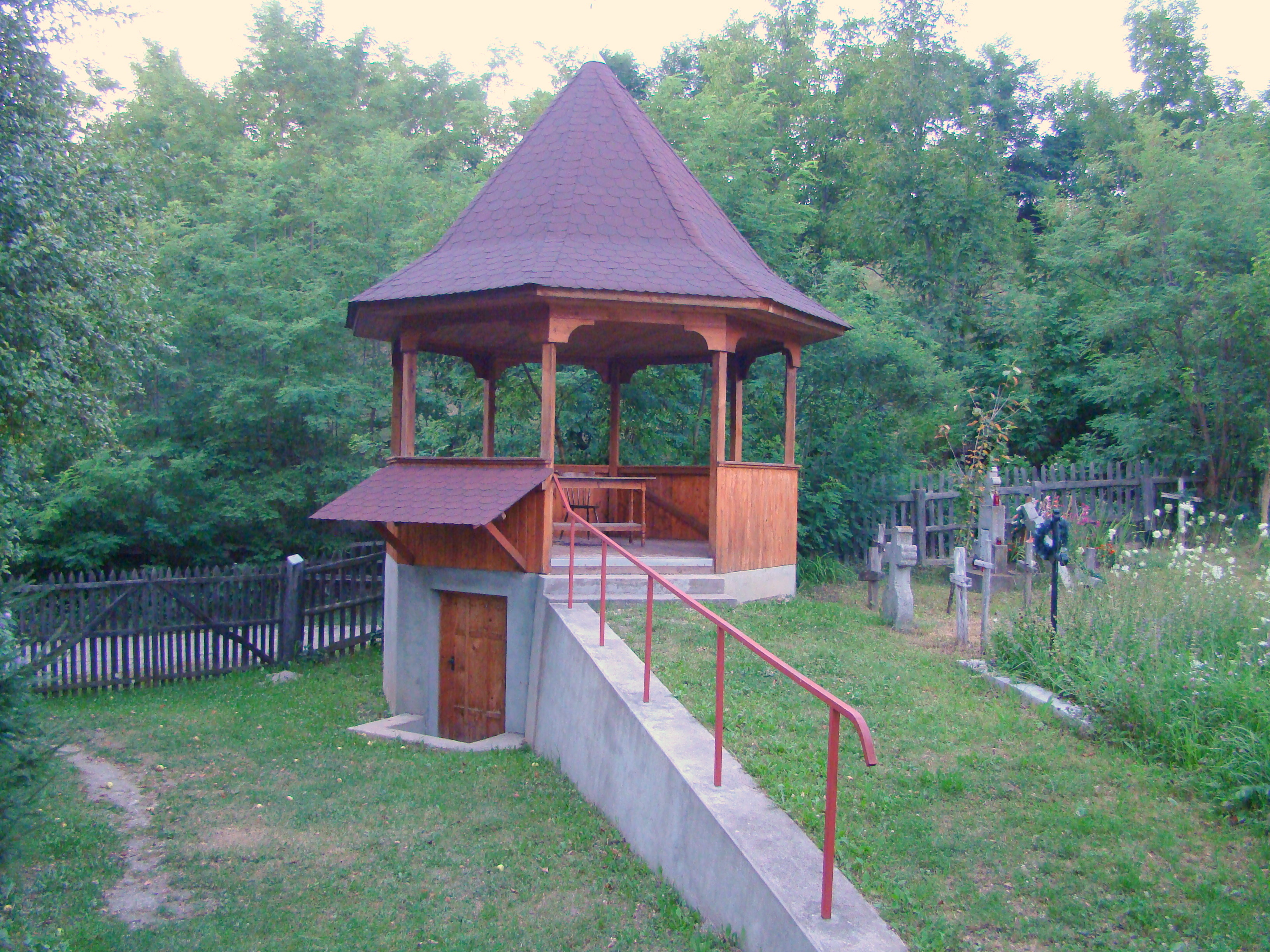
Altarul de vară

Biserica „Cuvioasa Paraschiva” din Meteș, județul Alba, datează din anul 1780.. Biserica se află pe noua listă a monumentelor istorice sub codul LMI 2010:  AB-II-m-B-00253.

## Istoric și trăsături
Biserica a fost construită în anul 1780, așa cum poate fi citit în textul unei inscripții de pe ancadramentul portalului amplasat pe latura de vest a turnului clopotniță.
Din punct de vedere arhitectural, edificiul își găsește analogiile la monumentele înălțate în zonă (Poiana Ampoiului și Presaca Ampoiului), aproximativ în aceeași perioadă. Asemănările formale sunt vizibile atât la turnul clopotniță, prevăzut cu două etaje zidite și un foișor de lemn cu arcade duble, cât și la corpul bisericii, unde bolta prezintă o desfășurare continuă deasupra navei și absidei. Diferențierile există sub raportul proporțiilor, mai evidente la Meteș, și la sistemul de acoperire a spațiilor interioare. 
Planul navei este dreptunghiular, simplu, acoperit cu o boltă semicilindrică, întărită cu arce dublouri, care pornesc de pe pilaștri cu capitele simple. Absida semicirculară nedecroșată, acoperită cu o semicalotă, este despărțită de navă printr-un simplu arc dublou.
Turnul clopotniță alipit fațadei de vest are la partea superioară un foișor de lemn, cu cinci arcade pe fiecare latură, a cărui învelitoare este intersectată de un al doilea foișor, de data aceasta cu câte două arcade pe fiecare latură. Față de foișoarele cu două registre de pe Valea Ampoiului, caracterizate prin silueta lor avântată, cel de la Meteș este mult mai masiv, marcând în fațadă tendința de dezvoltare pe orizontală.  
Pridvorul, amplasat în 1923 în fața turnului clopotniță, obturează singurul element de plastică arhitectonică al bisericii, vechiul portal de la intrare.
Ancadramentul de piatră al ușii de pe fațada de vest a turnului are la partea superioară forma unui semicerc, este decorat simplu, cu un tor între două retrageri pe muchie și motive florale utilizate în timpanele arhivoltei.
Biserica a fost reparată în 1958, cu ajutorul enoriașilor.
Iconostasul vechi de lemn se remarca prin simplitatea temelor arhitecturale și a decorului pictat: Sfânta Treime în centru, icoanele de hram (Sf.Parascheva și Sf.Nicolae) lateral, apostolii, în număr de șase, în medalioane, și două icoane împărătești (Mântuitorul Iisus Hristos și Maica Domnului cu Pruncul).
Iconostasul vechi, datorită timpului și-a pierdut stabilitatea, și a fost schimbat în decembrie 2009 cu un altul, din lemn de stejar sculptat, realizat de către meșterii Leah Constantin și Boian Vasile, noile icoane fiind realizate de către pictorul Slevaș Dorin din Șard în anul 2010. Icoanele de pe iconostasul vechi împodobesc astăzi pridvorul bisericii.
Între anii 1994-1995, biserica a fost împodobită cu actuala frescă, fără a fi acoperite straturi mai vechi de pictură, de către pictorii Sârbescu Cristian și Mihai Gospodariu, înainte aceasta reducându-se la câteva panouri drptunghiulare cu figurile apostolilor, restul fiind zugrăvit simplu.
În anul 2010 s-a realizat pardoseala bisericii, din parchet laminat, în 2011 s-a realizat sistemul de încălzire cu panouri electrice, iar în 2012 s-a terminat altarul de vară.
Biserica a fost târnosită la data de 8 iulie 2012 de către I.P.S. Irineu Pop, Arhiepiscopul Alba Iuliei, înconjurat de un sobor de preoți și diaconi.

## Imagini din exterior

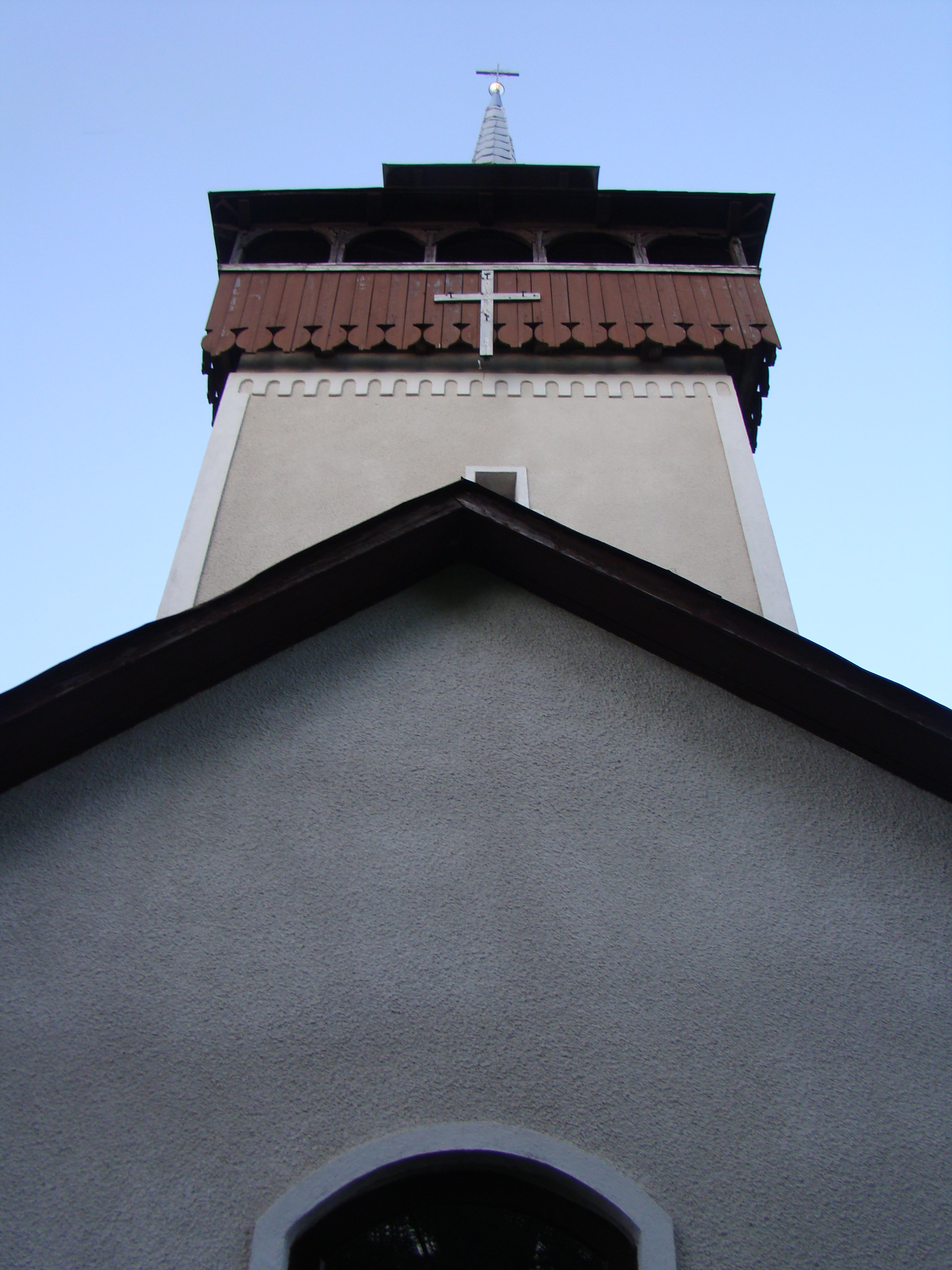
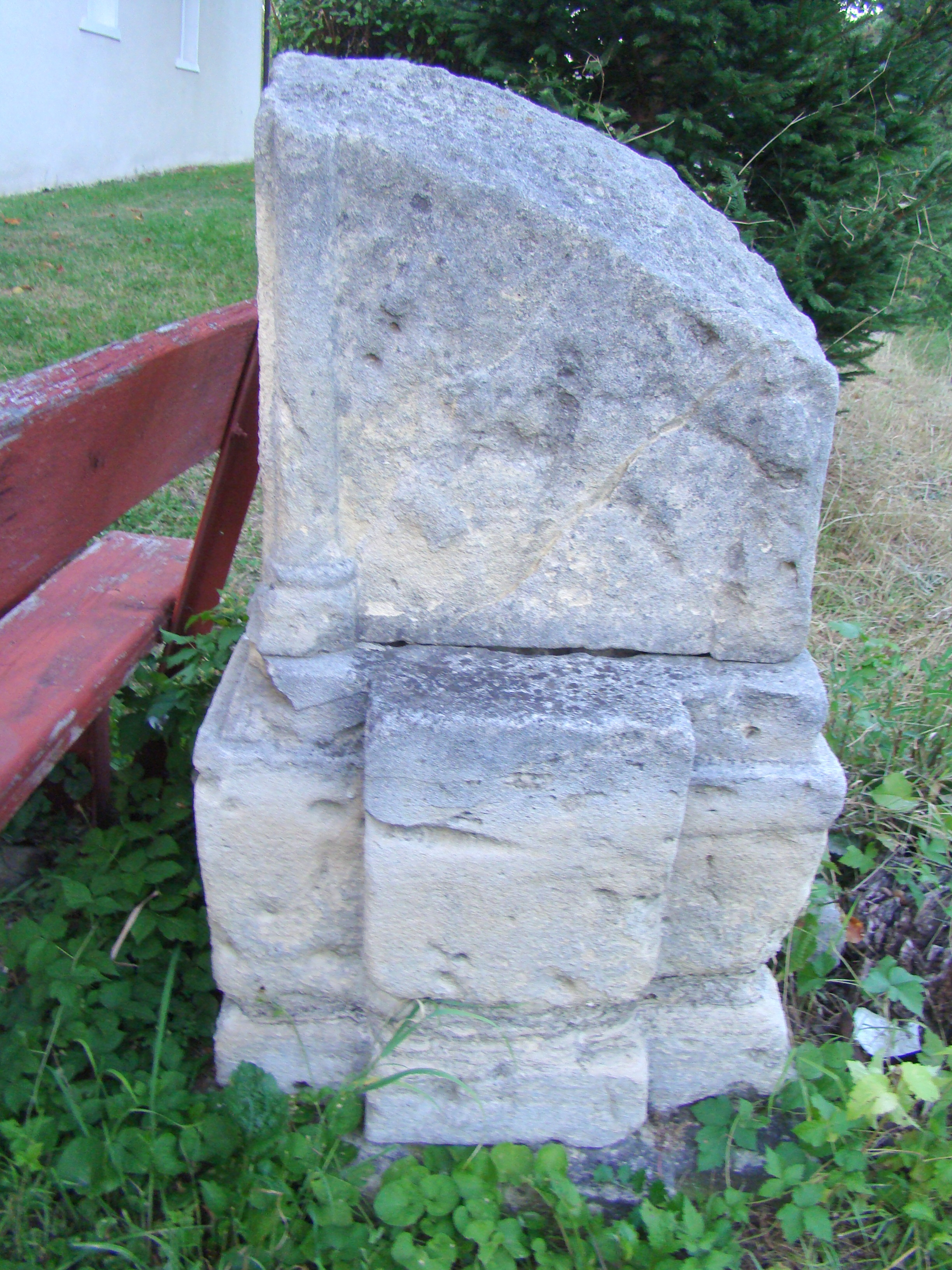
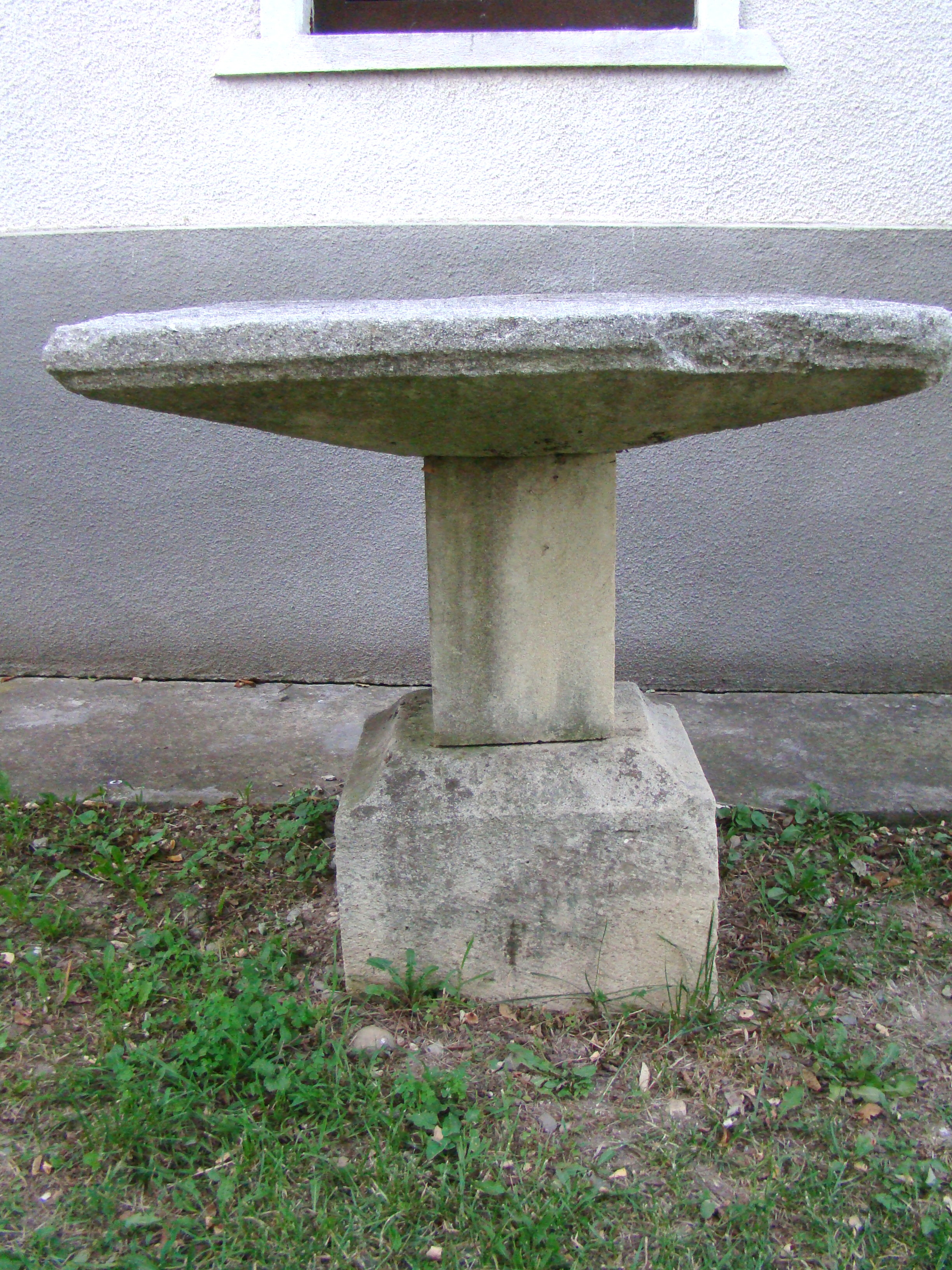
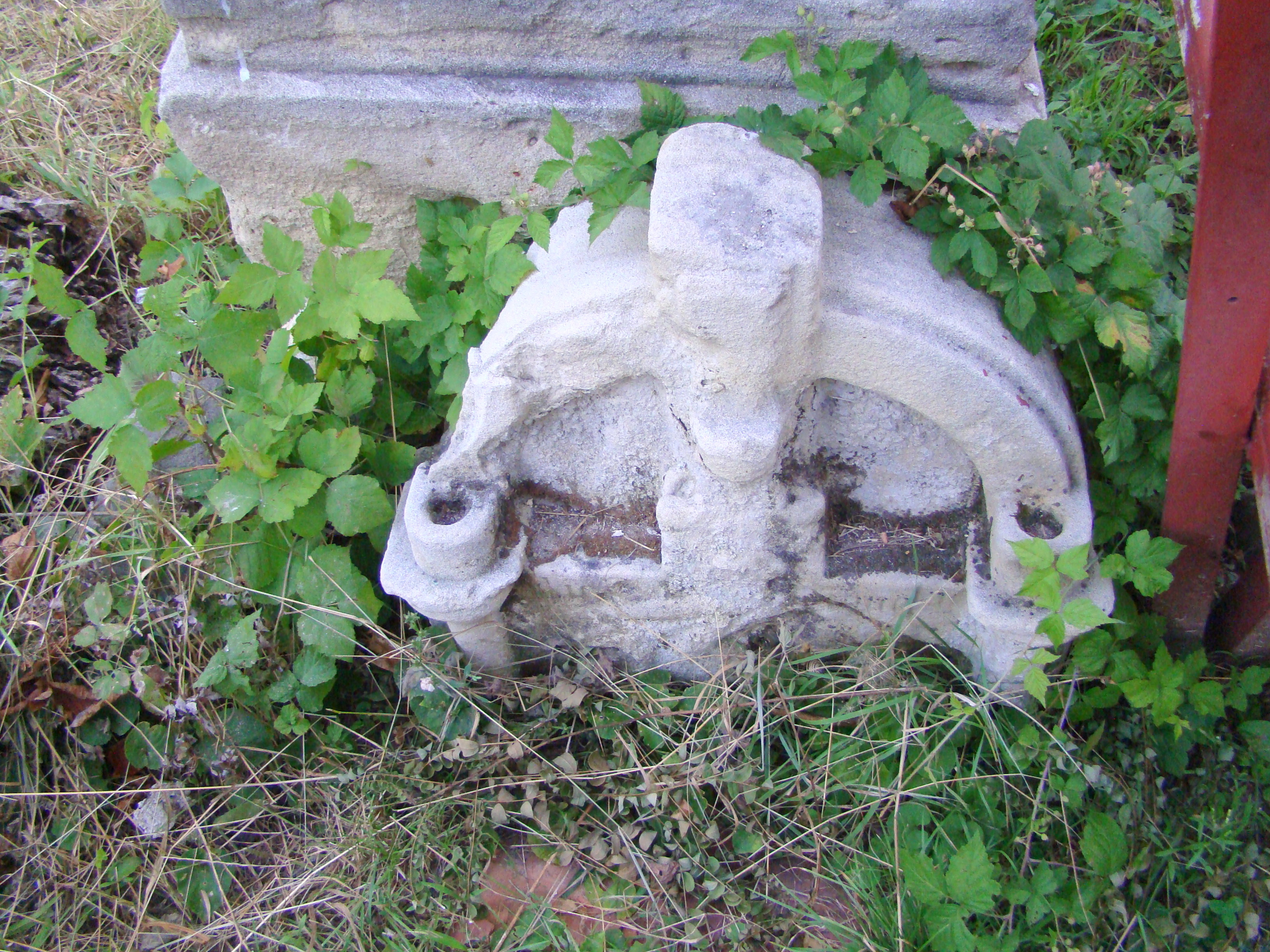